# Роб Ніколсон
Роберт Дуглас «Роб» Ніколсон (англ. Robert Douglas «Rob» Nicholson; нар. 29 квітня 1952, Ніагара-Фоллс, Онтаріо) — канадський юрист і політик з Консервативної партії. Міністр закордонних справ Канади з 9 лютого 2015.
Член Палати громад з 1984 по 1993 і з 2004.
6 лютого 2006 він був призначений керівником уряду у Палаті громад і міністром демократичних реформ.
4 січня 2007 він був підвищений до посади міністра юстиції і генерального прокурора Канади.
15 липня 2013 він був призначений міністром національної оборони.